# Peter Witte (Schriftsteller)

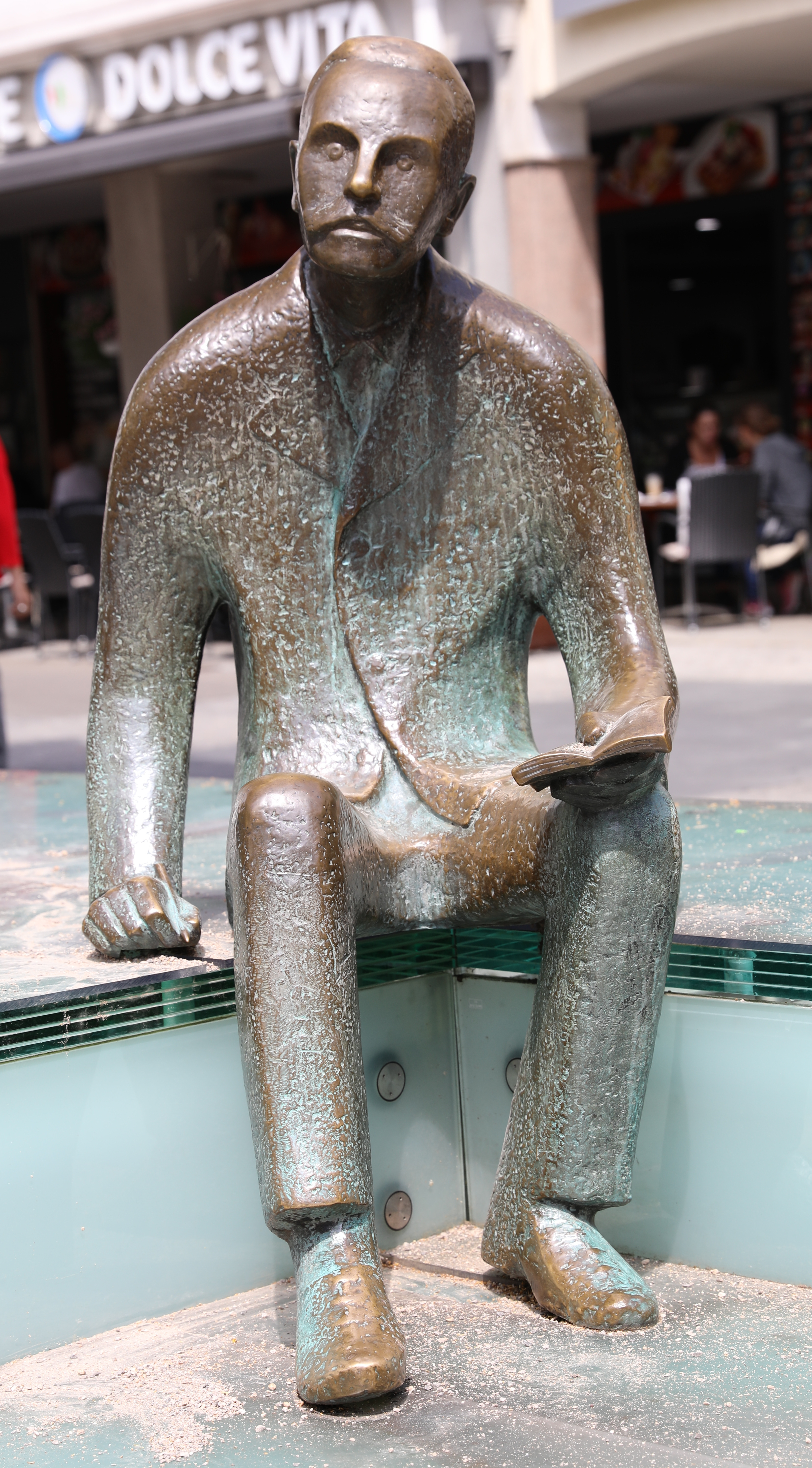
Peter-Witte-Denkmal in Solingen (2019)

Peter Daniel Witte (* 24. November 1876 in Solingen; † 17. März 1949 ebenda) war ein deutscher Scherenfabrikant und Heimatdichter.

## Biographie
Peter Daniel Witte war der jüngere von zwei Söhnen des Scherenfabrikanten Peter David Witte und von dessen Frau Emma Helene, geborene Suberg. Sein drei Jahre älterer Bruder hieß Paul David. Er besuchte das Realgymnasium Friedrichstraße in Solingen (heute Gymnasium Schwertstraße), wo er auch Englisch und Französisch lernte; dahinter stand wohl die Erkenntnis der Eltern, dass handwerkliche Fähigkeiten nicht mehr ausreichten, um auch international Handel zu treiben. Vermutlich erhielt auch sein Bruder Paul eine höhere Schulbildung mit Fremdsprachenunterricht, weil er es war, der in späteren Jahren das gemeinsame Unternehmen auf großen Messen vertrat. 1896/97 leistete Peter Witte seinen einjährigen Militärdienstzeit in Hannover ab und verließ seine Heimatstadt erst wieder, als er als Soldat im Ersten Weltkrieg dienen musste.
Peter David Witte starb 1905, und die beiden Söhnen übernahmen das Unternehmen als P.D. Witte OHG. Sie lebten gemeinsam mit ihrer Mutter in einem Haushalt. Beruflich hatten sie eine Arbeitsteilung: Peter Witte, der eine kaufmännische Lehre gemacht hatte, erledigte die Büroarbeiten, während Paul Witte sich um die Produktion kümmerte. Das Markenzeichen der Wittes stellt einen Mann dar, der Pfeife raucht, den sogenannten „Pfeifenmann“. Hauptabnehmer des Unternehmens waren Kunden aus Mittel- und Ostdeutschland. Ein späterer Präsident der Solinger Industrie- und Handelskammer, Hans Robert Grah, lobte die Erzeugnisse des Hauses Witte: „Mit höchstem Qualitätsanspruch lieferten die beiden Fabrikanten ein Sortiment von feinen Scheren [...] Für mich verkörperten die Wittes immer den höchsten Anspruch an Made in Solingen.“
Nach dem Tod der Mutter im Jahre 1925 heiratete Paul Witte im Jahr darauf die 20 Jahre jüngere Gertrud Luthien aus Leipzig, die er bei dortigen Messebesuchen kennengelernt hatte; fortan führte sie den beiden Männern den Haushalt. Die Ehe blieb kinderlos.
Nach den Luftangriffen auf Solingen am 4. und 5. November 1944 blieben vom Immobilienbesitz der Gebrüder Witte nur Trümmergrundstücke übrig, Betriebsstätten und Wohnhaus waren zerstört. Peter Witte berichtete später, sein geretteter Besitz habe in einen kleinen Karton gepasst. Peter, Paul und Gertrud Witte fanden unter anderem bei einem ehemaligen Militärkameraden von Peter Witte bei Goslar Zuflucht. 1945 gelang im bescheidenen Ausmaß die Wiederaufnahme der Produktion mit Unterstützung der Solinger Heimarbeiter. 1949 erlag Peter Witte einem Herzleiden. Er wurde auf dem Evangelischen Friedhof an der Kasinostraße bestattet, der Oberbürgermeister und ein „fast unübersehbares Trauergefolge“ begleiteten den Sarg. Paul Witte starb rund sechs Monate später; die Brüder wurden in einem Doppelgrab beerdigt, das die Eltern für die Söhne erworben hatten. 2005 sollte das Grab eingeebnet werden, konnte aber mit Spenden gerettet werden.

## Werk
Vor dem Ersten Weltkrieg begann Peter Witte, Gedichte und Erzählungen in Solinger Platt zu verfassen. Ein Freund drängte ihn, seine sehr beliebten tiefsinnigen, aber auch humorvollen Gedichte und Prosastücke in einem Buch zu veröffentlichen. Heimatruschen erschien kurz vor Weihnachten 1939. Die Solinger Künstler Anneliese Everts, Paul Ern und Willy Schwickerath hatten den Band illustriert. 1948 kam ein zweites Buch, Heimatleuten, heraus, das eines von Wittes bekanntesten Gedichte enthält: An minn Vaterstadt, das seine Gefühle nach den verheerenden Luftangriffen ausdrückt. Im Reallexikon der deutschen Literaturgeschichte aus dem Jahre 1958 heißt es, dass Witte zu den „wertvollen rheinischen Mundartpoeten“ gehöre und sich in seiner bildhaften Sprache als Meister der Natur- und Menschenschilderung erweise.

## Ehrung
Am 22. Juni 1963 wurden auf dem Solinger Alten Markt, einem zentralen Platz der Stadt, in Anwesenheit von Gertrud Witte eine Bronzeskulptur von Peter Witte eingeweiht. Geschaffen wurde es von der Bildhauerin Lies Ketterer.
Ursprünglich saß Witte auf einer Steinbank am Rand eines Brunnens, der später nicht mehr in Betrieb war. Während Umbauarbeiten wurde das Denkmal eingelagert und 2014 mit Witte auf einem Glaskubus sitzend wieder aufgestellt.